# Sint-Fredericuskerk (Sloten)
De Sint-Fredericuskerk is een kerkgebouw in Sloten in de Nederlandse provincie Friesland. De kerk behoort sinds 2015 tot de Heilige Christoffel Parochie. De kerk is een rijksmonument.

## Beschrijving
In 1933 werd de kerk uit 1818 vervangen. De patroonheilige van de kerk is Fredericus. De recht gesloten zaalkerk met ongelede zadeldaktoren en de pastorie zijn gebouwd naar plannen van architect Arjen Harmens Witteveen. Het ingangsportaal heeft een zaagtand- en een muizentandomlijsting. Het interieur wordt gedekt door een spitsbooggewelf. In de ramen bevindt zich glas in lood. Het tabernakel is vervaardigd door edelsmidse Brom. Het orgel uit 1968 is gebouwd door Gebr. Reil en is in 2004 in gebruik genomen.

## Schilderingen van Jacob Ydema
De 14 kruiswegstaties zijn geschilderd door Jacob Ydema in 1935. Deze Friese schilder (*1901) stond indertijd aan het begin van zijn carrière. Eerder van zijn hand waren de schilderingen in de privé-kapel van de kindervakantiekolonie Mooi-Gaasterland in Rijs, ook gebouwd door Arjen Witteveen. Met de staties in de publieke Fredericuskerk te Sloten kwam Ydema onder de aandacht van een groot aantal priesters (dus potentiële opdrachtgevers). De schilderingen riepen verwondering bij hen op, omdat zij nog gewend waren aan de standaard, wat schoolmeesterachtige commerciële schilderingen uit de loop van de 19de en begin van de 20ste eeuw. De staties in Sloten kwamen in vergelijking vreemd over maar oogstten veel waardering als uitingen van moderne kunst. De stijl van de staties is eclectisch, hetgeen kenmerkend is voor schilders uit het Interbellum. Enerzijds zien we een reflectie van het symbolisme van Jan Toorop (1858-1928), anderzijds invloed van Ottoonse miniaturen en kerkschilderingen en van 16de-eeuwse schilders als El Greco en Jacopo Tintoretto uit de tijd van het maniërisme. Jacob Ydema wordt gezien als belangrijk representant van de zgn. Barokke stijl van schilders uit het Interbellum, en in dit vroege werk vinden we daar de eerste aanzet toe. Bij vergelijking van de schilderingen van Ydema in de kapel van Mooi-Gaasterland, in de Fredericuskerk en in de Sint-Odulphuskerk in Bakhuizen is de artistieke ontwikkeling van Ydema goed te zien en daarmee een belangrijk aspect van de ontwikkeling van de kerkschilderkunst in Nederland. Het succes van de kruiswegstaties heeft geleid tot meerdere vervolgopdrachten, waaronder die voor schilderingen in de St. Michielskerk in Woudsend en de al genoemde kerk in Bakhuizen.

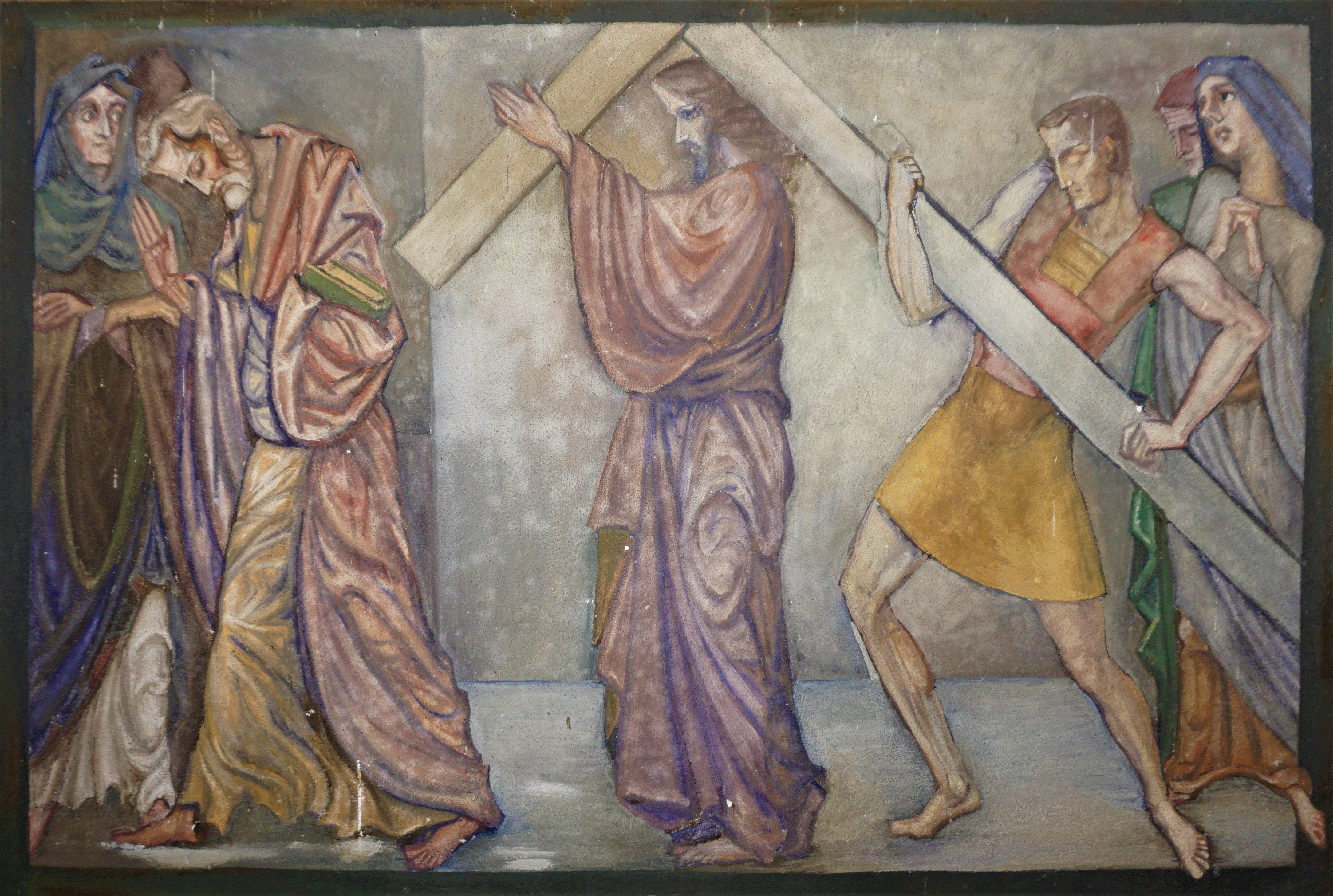
J.M. Ydema, Jezus moet zijn kruis dragen
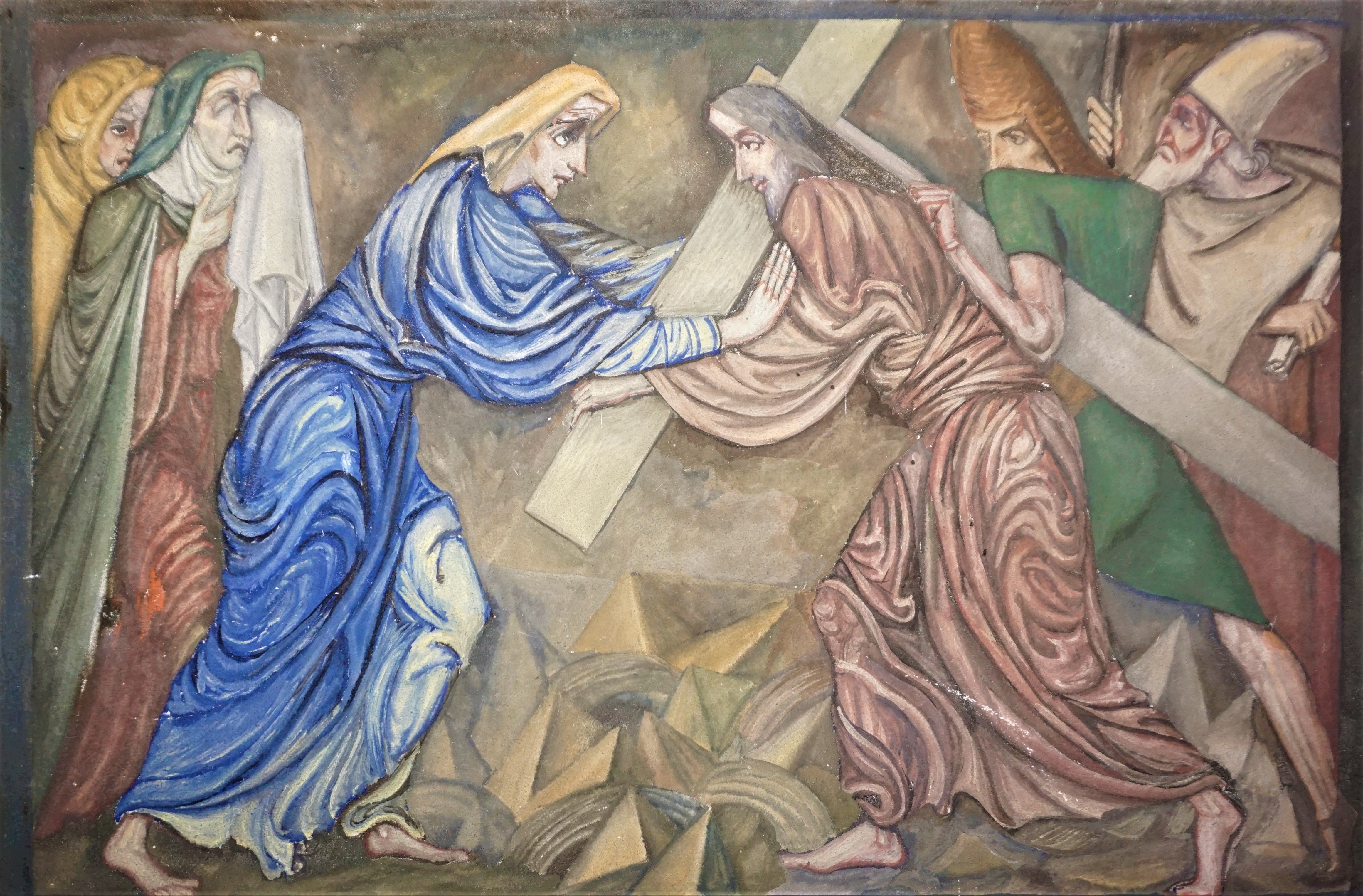
J.M. Ydema - Jezus ontmoet zijn moeder op weg naar Golgotha
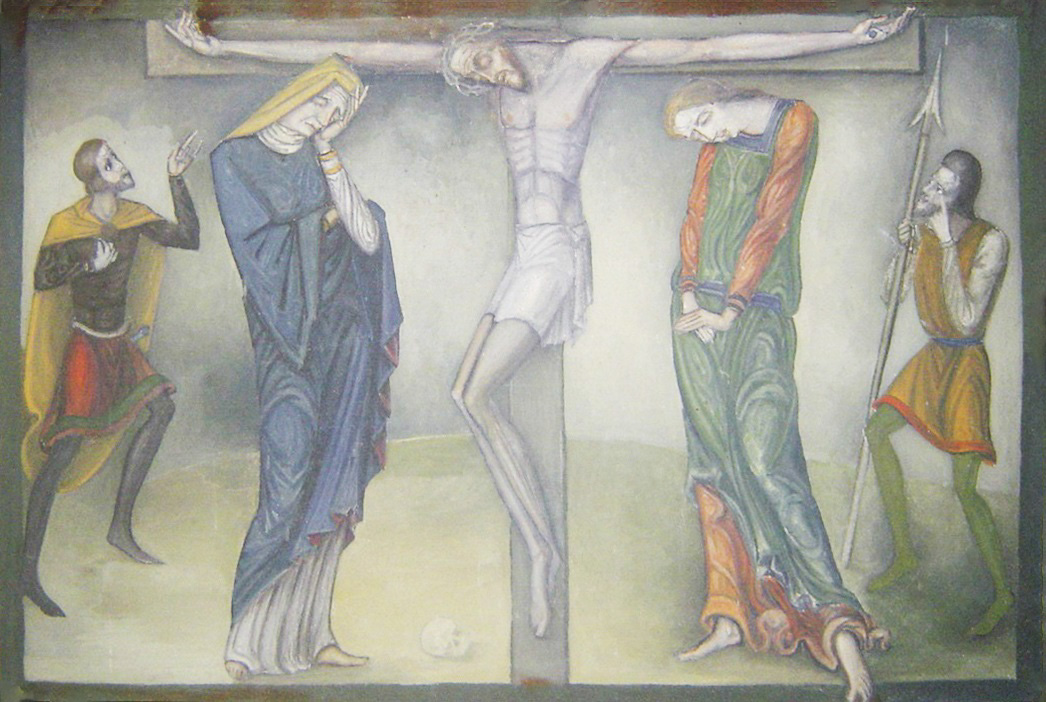
J.M. Ydema - Kruisiging van Jezus
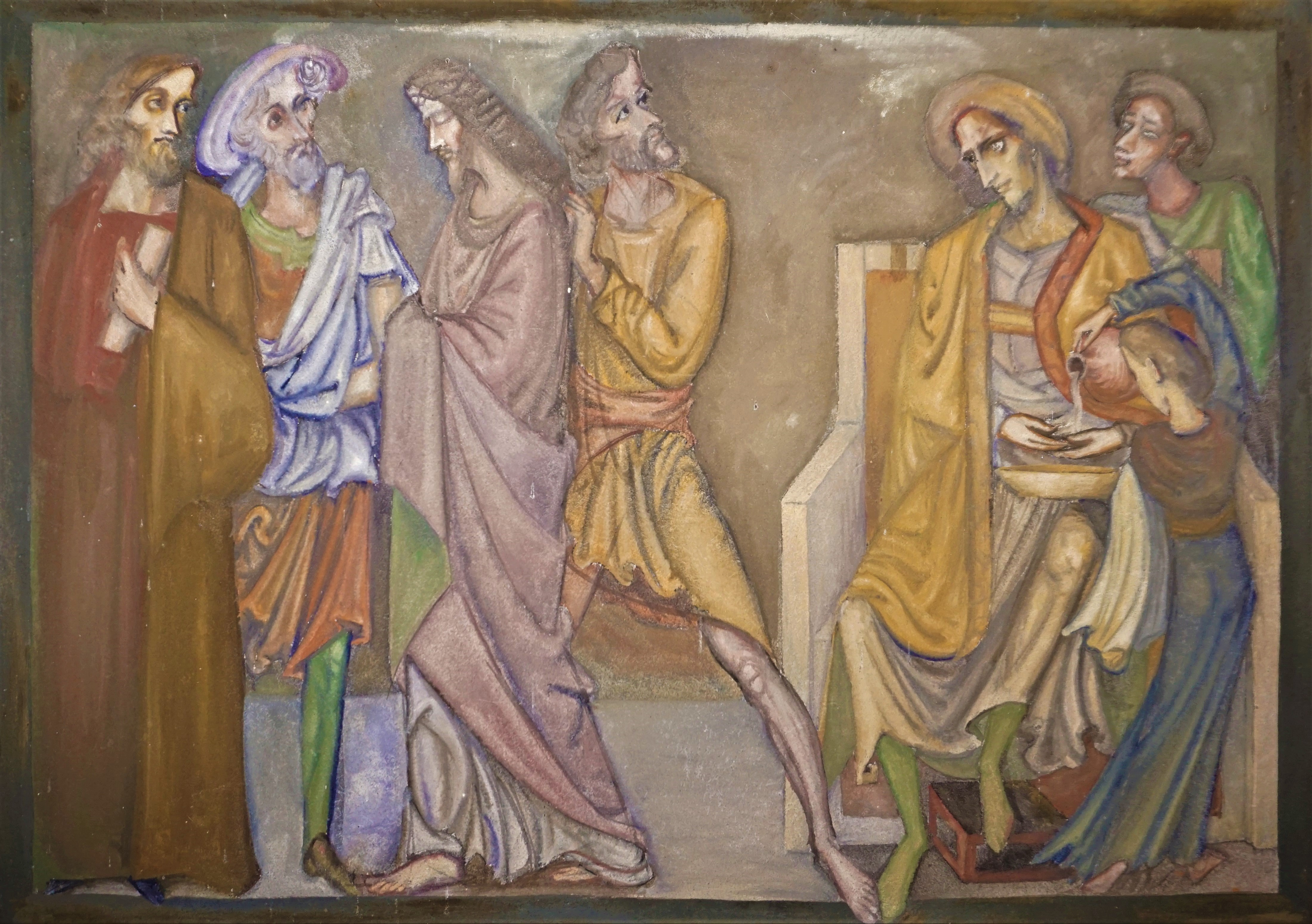
J.M. Ydema - Jezus door Pontius Pilatus ter dood veroordeeld